# John Christensen
John Hansen Christensen (ur. 29 kwietnia 1948 w Christchurch) – nowozelandzki hokeista na trawie. Złoty medalista olimpijski z Montrealu.
Zawody w 1976 były jego trzecimi igrzyskami olimpijskimi. Debiutował w 1968, brał także udział w turnieju w 1972. Łącznie rozegrał 19 spotkań (1 gol).